# Video Toaster
Video Toaster è una combinazione di hardware e software per la produzione e l'editing video NTSC e PAL sviluppato da NewTek per la piattaforma Amiga e successivamente per Microsoft Windows.
La prima versione del Toaster fu prodotta alla fine del 1990 per l'Amiga 2000, in seguito una nuova versione venne prodotta per l'Amiga 4000 con il nome di Video Toaster 4000. Questa combinazione di hardware e software (Video Toaster + LightWave 3D) venne utilizzata, soprattutto nella prima metà degli anni novanta, per diverse produzioni televisive statunitensi.